# Maxillaria saragurensis
Maxillaria saragurensis är en orkidéart som beskrevs av Dodson. Maxillaria saragurensis ingår i släktet Maxillaria och familjen orkidéer. Inga underarter finns listade i Catalogue of Life.